# Albertisia cuneata
Albertisia cuneata là một loài thực vật có hoa trong họ Biển bức cát. Loài này được (Keay) Forman mô tả khoa học đầu tiên năm 1975.